# Na przedmieściach
Na przedmieściach (ang. The Burbs) – amerykański film komediowy z 1989.

## Opis fabuły
Ray Peterson spędza urlop w domu. Kolejne dni, podobnie jak dla większości mieszkańców tytułowych przedmieść, mijają dla niego w spokoju. Nie wie, że już wkrótce nastąpi koniec błahego życia. Do domu położonego nieopodal wprowadza się rodzina Klopeków. W nocy z ich piwnicy dobiegają tajemnicze odgłosy, a Rayowi wydaje się, że po zmroku coś pracowicie zakopują w ogrodzie. Kiedy znika starszy pan, podejrzenia padają właśnie na Klopeków.

## Obsada
- Tom Hanks – Ray Peterson
- Bruce Dern – Mark Rumsfield
- Carrie Fisher – Carol Peterson
- Rick Ducommun – Art Weingartner
- Corey Feldman – Ricky Butler
- Wendy Schaal – Bonnie Rumsfield